# シャドウズ・オブ・ザ・パスト
『シャドウズ・オブ・ザ・パスト』（Shadows of the Past）は、フィンランドのヘヴィメタル・バンド、センテンストが1991年に発表した初のスタジオ・アルバム。

## 解説
後の作品とは異なり、ギタリストのミーカ・テンクラがボーカルも兼任した。音楽的には純然たるデスメタルであり、Antti J. Ravelinはオールミュージックにおいて5点満点中1.5点を付け「センテンストのメンバーは、このデビュー・アルバムを録音した頃はまだ若く、輝かしい作品を作れなかったことも理解できる」「あくまでファン向け」と評している。また、1997年に日本盤が発売された当時の『CDジャーナル』のミニ・レビューでは「今ではメロディを強調する彼らだが、この時代はがなるだけのヴォーカル、通称デス声が全面に出過ぎで、正直、耳障りだ。本作を聴くと彼らがいかに成長したかが分かる」と評されている。なお、メンバーのサミ・ロパッカは、『クリムゾン』（2000年）リリース当時のインタビューにおいて「俺達の過去であり、後悔はしていない。でも、俺はもう『シャドウズ・オブ・ザ・パスト』を聴き返していない。俺に言わせれば、それほど面白くないよ」と語っている。
1995年にセンチュリー・メディア・レコードから発売された再発CDには、1992年3月録音のデモ「Journey to Pohjola」からの3曲がボーナス・トラックとして追加された。また、2001年にセンチュリー・メディア・レコード10周年企画として発売された、次作『ノース・フロム・ヒアー』（1993年）と抱き合わせの2枚組CD『North from Here / Shadows of the Past』には、ディスク2に本作からの9曲および「Journey to Pohjola」からの3曲が収録された。

## 収録曲
1. ホエン・ザ・モーメント・オブ・デス・アライヴス - When the Moment of Death Arrives – 6:04
  - 作詞：タネリ・ヤルヴァ／作曲：ミーカ・テンクラ&センテンスト
2. ロット・トゥ・デッド - Rot to Dead – 3:44
  - 作詞：タネリ・ヤルヴァ／作曲：ミーカ・テンクラ&センテンスト
3. ディスエンゲイジメント - Disengagement – 5:17
  - 作詞：サミ・ロパッカ／作曲：サミ・ロパッカ、ミーカ・テンクラ&センテンスト
4. ロッティング・ウェイズ・トゥ・ミズリー - Rotting Ways to Misery – 5:50
  - 作詞：サミ・ロパッカ／作曲：ミーカ・テンクラ&センテンスト
5. ザ・トゥルース - The Truth – 6:23
  - 作詞：サミ・ロパッカ／作曲：ミーカ・テンクラ&センテンスト
6. サフォケイテッド・ビギニング・オブ・ライフ - Suffocated Beginning of Life – 6:06
  - 作曲：ミーカ・テンクラ&センテンスト
7. ビヨンド・ザ・ディスタント・ヴァレイズ - Beyond the Distant Valleys – 5:59
  - 作詞：サミ・ロパッカ& Korhonen／作曲：サミ・ロパッカ、ミーカ・テンクラ&センテンスト
8. アンダー・ザ・サファー - Under the Suffer – 5:19
  - 作詞：タネリ・ヤルヴァ／作曲：ミーカ・テンクラ&センテンスト
9. ディセンディング・カーテン・オブ・デス - Descending Curtain of Death – 5:50
  - 作詞：ミーカ・テンクラ／作曲：ミーカ・テンクラ、ヴェサ・ランタ&センテンスト

### 1995年再発CDボーナス・トラック
1. ウィングス - Wings – 5:08
  - 作詞：サミ・ロパッカ／作曲：ミーカ・テンクラ&センテンスト
2. イン・メモリアム - In Memoriam – 5:26
  - 作詞：タネリ・ヤルヴァ／作曲：ミーカ・テンクラ&センテンスト
3. ミシック・サイレンス（アズ・ザイ・ワンダー・イン・ザ・ミスト） - Mythic Silence (As They Wander in the Mist) – 4:14
  - 作曲：ミーカ・テンクラ、サミ・ロパッカ&センテンスト

## 参加ミュージシャン
- ミーカ・テンクラ - ボーカル、ギター
- サミ・ロパッカ - ギター
- タネリ・ヤルヴァ - ベース
- ヴェサ・ランタ - ドラムス